# Mi faccio la barca
Pour plus de détails, voir Fiche technique et Distribution.
 Mi faccio la barca  (titre original : « Mi faccio la barca ») que l'on peut traduire en J’ai le bateau ! est un film italien réalisé en 1980 par Sergio Corbucci.

## Synopsis
Piero (Johnny Dorelli), chirurgien dentiste, séparé de sa femme Roberta (Laura Antonelli), décide d'acheter un bateau appelé Biba, pour passer deux semaines de vacances avec ses deux enfants Claudio et Fiorella en effectuant la traversée depuis Civitavecchia jusqu’en Sardaigne. C’est lui qui a la garde des enfants cette fois. Roberta arrive aussi de Milan et elle s’installe sur un yacht appartenant à l’Ingénieur Attilio Casorati (Christian De Sica). Les vacances commencent sous les meilleurs auspices, chacun de son côté. Lui sur le Biba avec ses enfants et elle sur le gigantesque Kabir rempli de snobs riches.
Piero constate que Le Biba, attendu, rêvé depuis longtemps (d’où le titre) est en réalité beaucoup plus petit que ce que lui avait promis le loueur véreux et le voici qui perd tout de suite  l'hélice, le forçant à sauter dans l'eau pour la récupérer mais ce qui aggrave les choses. Après quelques milles de navigation, il est forcé de retourner à Civitavecchia après avoir endommagé le réseau des filets d'un groupe de pêcheurs. De retour, après une entrevue avec son épouse, il décide de laisser les enfants rejoindre temporairement leur mère sur le Kabir.
Piero repart avec ses enfants le lendemain. Après diverses péripéties, le Biba atteint la Sardaigne. Là, il croise son ex, Alessia (Daniela Poggi). Il répond à son invitation à dîner car elle recherche un bon dentiste pour son ami. Roberta les surprend tous les deux. Après une énième dispute, Piero et Roberto réalisent qu'ils s'aiment toujours et qu’ils veulent se remettre ensemble.
Le Biba repart avec Piero et Roberta, à la grande joie des enfants mais ils sont pris en otages par deux malfrats sortis de prison qui désirent rejoindre la Corse. Mais Piero réussit à neutraliser les deux évadés grâce à Roberta qui sait user de ses charmes. Hélas, le Biba est coulé par Claudio et Fiorella qui croyaient que les parents avaient été tués par les bandits. Coincés au milieu de la mer, ils sont sauvés par Attilio et son gros yacht et finalement peuvent recommencer  leur vie commune et, peut-être, acheter un plus gros bateau !

## Fiche technique
- Réalisation : Sergio Corbucci
- Scénario : Mario Amendola , Ernesto Castaldi et Sergio Corbucci
- Producteur : Mario Cecchi Gori, Vittorio Cecchi Gori
- Musique : Gianni Ferrio
- Montage : Amedeo Salfa
- Directeur de la photographie : Luigi Kuveiller
- Décors : Marco Dentici
- Maquillage : Giuliano Laurenti (artiste maquillage), Elda Magnanti (styliste coiffure), Glberto Provenghi (attaché au maquillage de Melle Antonelli),
- Costumes : Christiana Lafayette
- Assistant réalisation : Amanzio Todini (premier assistant)
- Genre : Comédie
- Année : 1980
- Durée : 120 minutes
- Pays de production :  Italie
- Date de sortie : 23 décembre 1980 en Italie

## Distribution
- Johnny Dorelli : Dr Piero Savelli
- Laura Antonelli : Roberta
- Christian De Sica : Attilio
- Cariddi Nardulli : Fiorella Savelli
- Itaco Nardulli : Claudio Savelli
- Daniela Poggi : Alessia
- Daniele Formica
- Sal Borgese : Marò
- West Buchanam
- Giacinto Mario Donatone
- Franco Giacobini
- Vittorio Musy Glori
- Mimmo Poli
- Helen Sterling